# Ectropis reversa
Ectropis reversa là một loài bướm đêm trong họ Geometridae.